# Scott Irwin
Scott K. Irwin (14 de mayo de 1952-5 de septiembre de 1987) fue un luchador profesional estadounidense. Fue más conocido por hacer dupla con su hermano Barney "Bill" Irwin.

## Muerte
El 5 de septiembre de 1987, Irwin murió a causa de un tumor cerebral.

## En lucha
- Movimientos finales

  - Superplex[1][2]

- Mánagers
  - Skandor Akbar[1]
  - Oliver Humperdink[1]

- Apodos
  - Scott "Hog" Irwin[1][2]

## Campeonatos y logros
- Cauliflower Alley Club
  - Posthumous Award (2007) with Betty Joe Hawkins

- Championship Wrestling from Florida
  - NWA Florida Tag Team Championship (1 vez) – con Bugsy McGraw[3]
  - NWA Southern Heavyweight Championship (Florida version) (1 vez)[4]
  - NWA United States Tag Team Championship (Florida version) (1 vez) – con Jos LeDuc[5]

- Georgia Championship Wrestling
  - NWA National Heavyweight Championship (1 vez)[6]
  - NWA National Tag Team Championship (3 veces) – con Big John Studd (1), Masked Superstar (1), y Bill Irwin (1)[7]

- Lutte Internationale
  - Canadian International Tag Team Championship (1 vez) – con Bill Irwin[8]

- Pro Wrestling Illustrated
  - Situado en el puesto #77 de los "100 tag teams PWI" con The Masked Superstar en 2003[9]

- Mid-South Wrestling Association
  - Mid-South Louisiana Heavyweight Championship (1 vez)
  - Mid-South Tag Team Championship (1 vez) – con The Grappler

- World Class Championship Wrestling
  - NWA American Tag Team Championship (4 veces) – con Super Destroyer #1/Bill Irwin[10]
  - WCCW Television Championship (2 veces)[11]

- World Wide Wrestling Federation
  - WWWF World Tag Team Championship (1 vez) – con Yukon Pierre[12]

- Wrestling Observer Newsletter awards
  - Best Wrestling Maneuver (1982) Superplex